# Telegrafía

Esquema simplificado de una instalación telegráfica.
1 Estación transmisora
2 Estación receptora
3 Manipulador
4 Batería
5 Tierra
6 Línea
7 Electroimán
8 Punzón
9 Bobina de papel
10 Rodillo entintado
11 Rodillos de arrastre
12 Cinta de papel

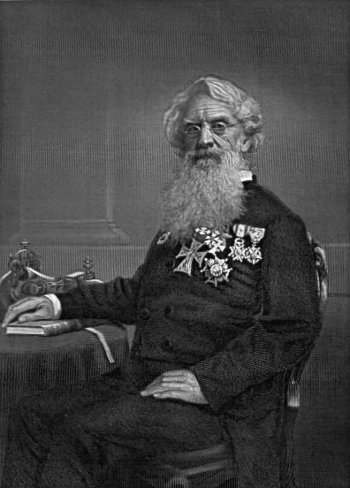
Samuel Morse, inventor del código que lleva su nombre

Telegrafía (del griego tēle (τῆλε), lejos y graphein (γραφεῖν), escribir) es la transmisión a larga distancia de mensajes escritos sin el transporte físico de cartas, originalmente sobre cables. La radiotelegrafía o la telegrafía sin hilos transmite mensajes usando la radio (véase Nikola Tesla). La telegrafía incluye formas usadas en el siglo XX y lo que va del XXI de transmisión de datos, tales como fax, correo electrónico y redes de ordenadores en general.
La idea es simple: se establece un circuito eléctrico, el cual se interrumpe o se restablece según un patrón determinado, llamado código, de los cuales el más famoso (y prácticamente el único que trascendió) es el código Morse, desarrollado por Alfred Vail mientras colaboraba en 1830 con Samuel Morse en la invención del telégrafo eléctrico. Los operadores en ambos extremos del circuito transforman los mensajes en códigos y viceversa. 
Un telegrama es, así, un mensaje de texto que se envía rápidamente mediante una codificación. En su momento era muchísimo más veloz que enviar una carta, pero con un costo muy superior por el agregado de los operadores y el mantenimiento de los circuitos eléctricos. Por ello se economizaban las palabras, reduciéndose al mínimo la extensión del mensaje.

## Etimología
Telegrafía es la traducción del francés télégraphe. Asimismo, telegrafía está compuesta por los elementos compositivos «tele-» y «-grafía»: tele- viene del griego τηλε- (tēle-), que significa ‘a distancia’, y -grafía viene del griego -γραφία (-graphía), que significa en este contexto ‘escritura’ o ‘representación gráfica’. Por lo que la etimología de «telegrafía» sería ‘escritura a distancia’.

## Desarrollo
Los primeros servicios de telegrafía por cable aparecieron en Inglaterra y EE. UU. a partir de 1837. Los mensajes de telegrafía eran enviados inicialmente por operadores de telégrafo que usaban código Morse, y eran conocidos como telegramas, marconigramas o cablegramas. Más adelante, los telegramas serían enviados automáticamente a través de redes de Télex similares a la red de teléfono, compuesta por teletipos. 

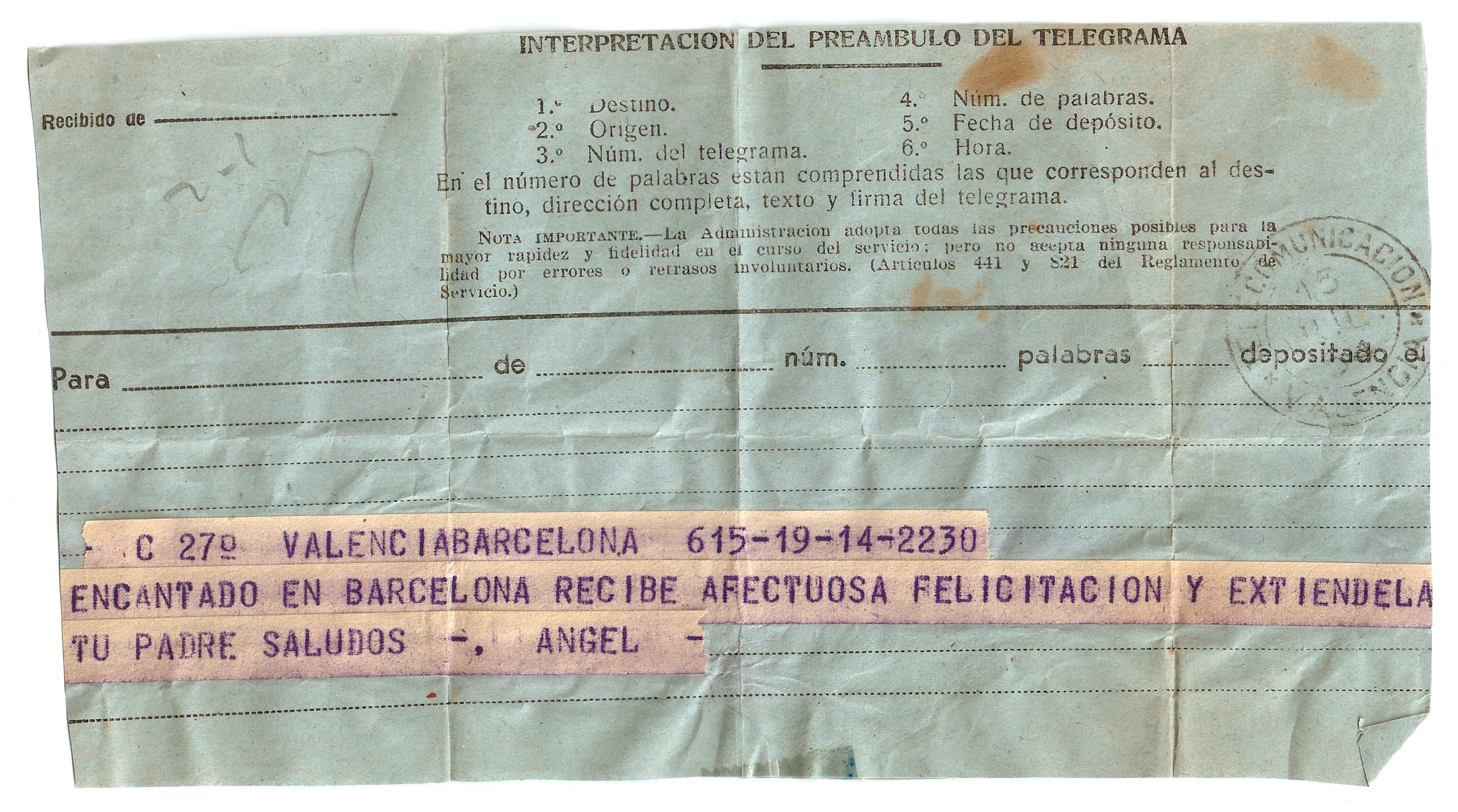
Telegrama tal como era recibido por el destinatario

Antes de que los servicios telefónicos interurbanos fueran física y económicamente viables, los servicios del telegramas eran muy populares. Los telegramas eran usados frecuentemente para confirmar acuerdos de negocio y también para crear documentos legales vinculantes para estos acuerdos. También para transmitir noticias de gran importancia.

## Extinción
En el siglo XXI, los servicios de telegrafía se encaminan hacia su extinción, debido a la existencia de otros medios como el correo electrónico. Western Union, la compañía de telégrafos dominante en los Estados Unidos desde su fundación en 1856, se reorganizó en 1988 como Western Union Corporation y se enfocó en las transferencias de dinero y servicios conexos. En el año 2006, dicha empresa cerró sus servicios telegráficos. En julio de 2013 la empresa de telecomunicaciones Bharat Sanchar Nigam Ltd. (BSNL) de la India anunció el cierre de sus servicios de telegrafía; y sólo algunos países como Suecia, Reino Unido, Canadá, México, Países Bajos, Eslovaquia y Baréin mantienen el servicio sobre una base más tradicional que económica. 
Entre los países hispanoablantes, Colombia es un caso en que la telegrafía se mantiene aún, especialmente utilizado por el sector judicial, que utiliza este servicio para que quede constancia del envío y recepción de notificaciones y citaciones.

## Historia

### Señalización temprana

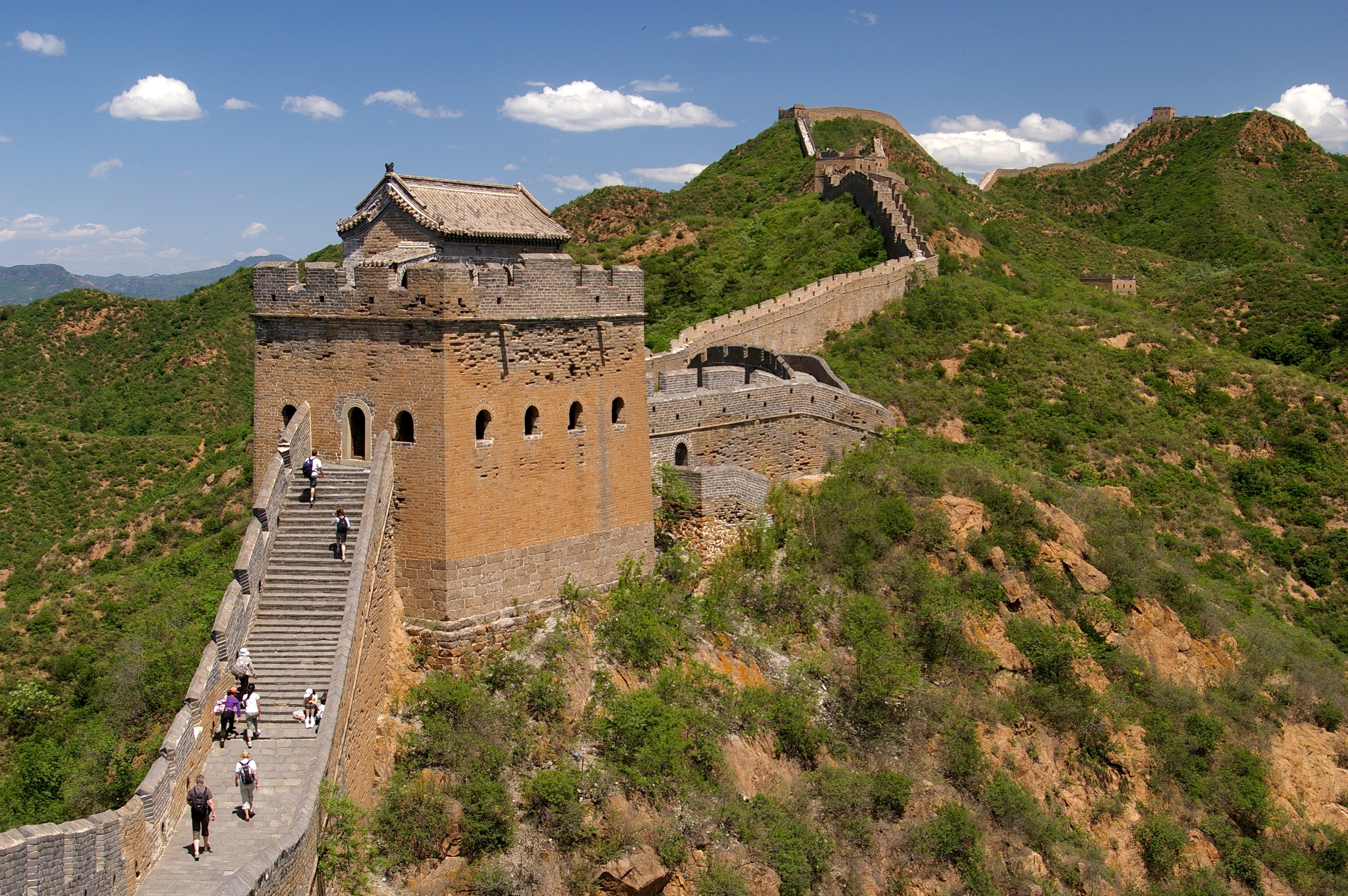
Gran Muralla China

La transmisión de mensajes a distancia mediante señales es una práctica muy antigua. Uno de los ejemplos más antiguos son las torres de señales de la Gran Muralla China. En 400 a. C., las señales podían enviarse mediante fuego de baliza o toques de tambor. Hacia 200 a. C. se había desarrollado una compleja señalización con banderas, y en la dinastía Han (200 a. C.- 220 d. C.) los señalizadores podían elegir entre luces, banderas o disparos para enviar señales. En la dinastía Tang (618-907) se podía enviar un mensaje 700 millas (1126,5 km) en 24 horas. La dinastía Ming (1368-1644) añadió la artillería a las señales posibles. Aunque la señalización era compleja (por ejemplo, podían utilizarse banderas de distintos colores para indicar la fuerza del enemigo), sólo podían enviarse mensajes predeterminados. El sistema de señalización chino se extendía mucho más allá de la Gran Muralla. Se utilizaban torres de señalización alejadas de la muralla para avisar con antelación de un ataque. Otras se construyeron incluso más lejos como parte de la protección de las rutas comerciales, especialmente la Ruta de la Seda.
Los fuegos de señales se utilizaron ampliamente en Europa y en otros lugares con fines militares. El ejército romano hacía uso frecuente de ellos, al igual que sus enemigos, y aún existen los restos de algunas de las estaciones. Los sistemas de señalización europeos/mediterráneos y sus posibles mensajes son poco conocidos. Uno de los pocos de los que se conocen detalles es un sistema inventado por Eneas el Táctico (siglo IV a. C.). El sistema de Tácito contaba con vasijas llenas de agua en las dos estaciones de señalización que se vaciaban de forma sincronizada. Una escala flotante indicaba qué mensaje se estaba enviando o recibiendo. Las señales enviadas por medio de antorchas indicaban cuándo había que iniciar y detener el vaciado para mantener la sincronización.
Ninguno de los sistemas de señalización discutidos anteriormente son verdaderos telégrafos en el sentido de un sistema que pueda transmitir mensajes arbitrarios a distancias arbitrarias. Las líneas de señalización mediante estaciones de repetición pueden enviar mensajes a cualquier distancia requerida, pero todos estos sistemas están limitados en una medida u otra en el rango de mensajes que pueden enviar. Un sistema como el semáforo de banderas, con un código alfabético, puede sin duda enviar cualquier mensaje, pero el sistema está diseñado para la comunicación de corto alcance entre dos personas. Un telégrafo de órdenes de máquinas, utilizado para enviar instrucciones desde el puente de un barco a la sala de máquinas, no cumple ambos criterios; tiene una distancia limitada y un conjunto de mensajes muy simple. Sólo se ha descrito un sistema de señalización antiguo que sí cumple estos criterios. Se trata de un sistema que utiliza el cuadrado de Polibio para codificar un alfabeto. Polibio (siglo II a. C.) sugirió utilizar dos grupos sucesivos de antorchas para identificar las coordenadas de la letra del alfabeto que se transmitía. El número de dichas antorchas levantadas señalaba el cuadrado de la cuadrícula que contenía la letra. No hay constancia fehaciente de que este sistema se haya utilizado nunca, pero hay varios pasajes en textos antiguos que algunos consideran sugestivos. Holzmann y Pehrson, por ejemplo, sugieren que Livio describe su uso por Filipo V de Macedonia en 207 a. C. durante la primera guerra macedónica. No existió nada más que pudiera describirse como un verdadero telégrafo hasta el siglo XVII.: 26–29  Posiblemente el primer código telegráfico alfabético de la era moderna se deba a Franz Kessler que publicó su trabajo en 1616. Kessler utilizaba una lámpara colocada dentro de un barril con un obturador móvil accionado por el señalero. Las señales se observaban a distancia con el telescopio recién inventado.: 32–34 

### Telégrafo de tambor
En varios lugares del mundo se utilizaba un sistema de transmisión de mensajes de aldea a aldea mediante golpes de tambor, especialmente desarrollado en África. En la época en que los europeos descubrieron los "tambores parlantes", la velocidad de transmisión de los mensajes era superior a la de cualquier sistema europeo existente que utilizara telégrafo óptico. El sistema de tambores africanos no era alfabético. Los golpes de tambor seguían el tono de la lengua. Esto hacía que los mensajes fueran muy ambiguos y que el contexto fuera importante para su correcta interpretación.

### Telégrafo óptico

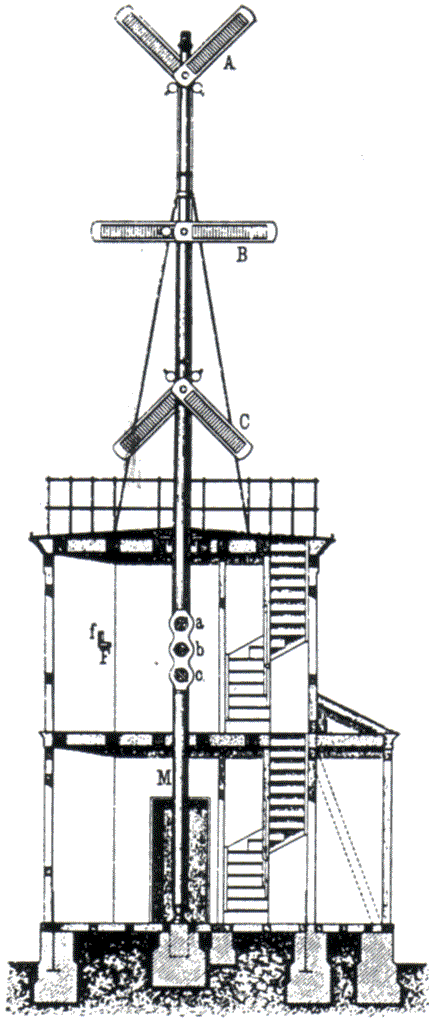
Esquema de una torre prusiana de telégrafo óptico (o semáforo), c. 1835

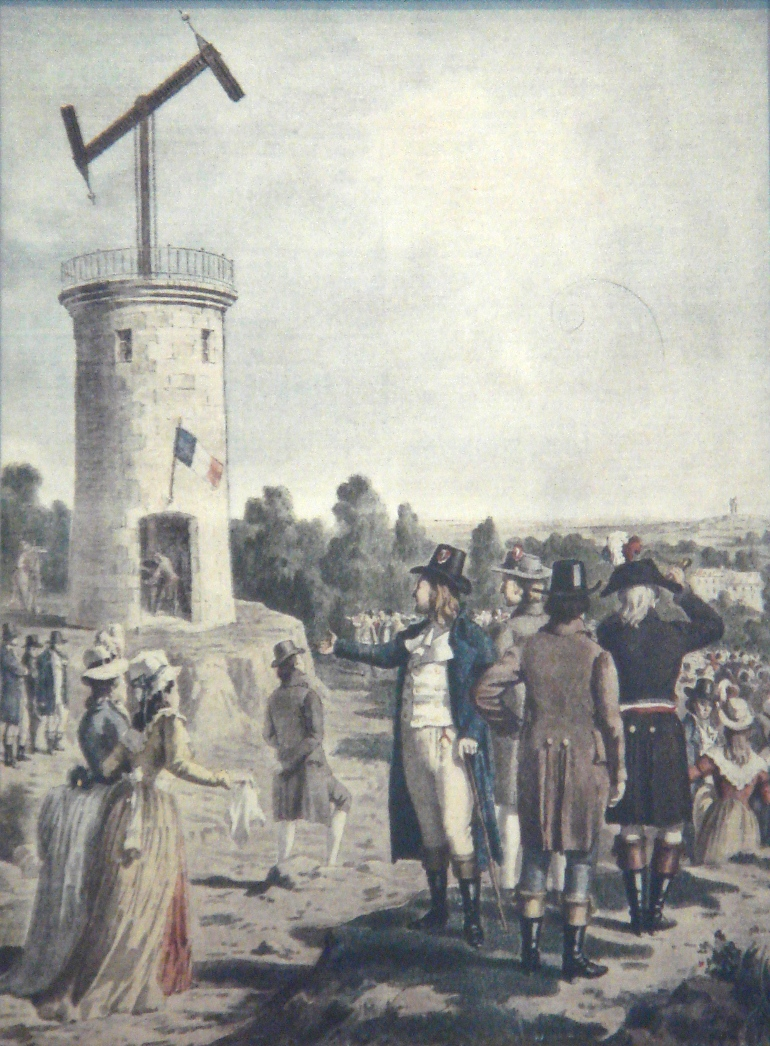
Demostración del semáforo en el

Un telégrafo óptico es un telégrafo consistente en una línea de estaciones en torres o puntos elevados naturales que se señalan entre sí por medio de persianas o paletas. La señalización mediante punteros indicadores se denominaba semáforo. Las primeras propuestas de un sistema de telégrafo óptico fueron presentadas a la Royal Society por Robert Hooke en 1684 y fueron implementados por primera vez a nivel experimental por Sir Richard Lovell Edgeworth en 1767. La primera red de telégrafo óptico que tuvo éxito fue inventada por Claude Chappe y funcionó en Francia a partir de 1793. Los dos sistemas más extensos fueron el de Chappe en Francia, con ramificaciones en los países vecinos, y el sistema de Abraham Niclas Edelcrantz en Suecia. : ix–x, 47 .
Durante 1790-1795, en plena Revolución Francesa, Francia necesitaba un sistema de comunicaciones rápido y fiable para frustrar los esfuerzos bélicos de sus enemigos. En 1790, los hermanos Chappe se pusieron a idear un sistema de comunicación que permitiera al gobierno central recibir información y transmitir órdenes en el menor tiempo posible. El 2 de marzo de 1791, a las 11 de la mañana, enviaron el mensaje "si vous réussissez, vous serez bientôt couverts de gloire" (Si tenéis éxito, pronto os cubriréis de gloria) entre Brulon y Parce, a una distancia de 16 kilómetros (9,9 mi). Los primeros medios utilizaron una combinación de paneles en blanco y negro, relojes, telescopios y libros de códigos para enviar su mensaje.
En 1792, Claude fue nombrado Ingénieur-Télégraphiste y encargado de establecer una línea de estaciones entre París y Lille, una distancia de 230 kilómetros (142,9 mi). Se utilizó para transportar despachos para la guerra entre Francia y Austria. En 1794, llevó noticias de una captura francesa de Condé-sur-l'Escaut por parte de los austriacos menos de una hora después de que ocurriera. En 1846 se tomó la decisión de sustituir el sistema por un telégrafo eléctrico, pero pasó una década antes de que se retirara completamente del servicio. La caída de Sebastopol se comunicó por telégrafo Chappe en 1855.: 92–94 
El sistema prusiano se puso en marcha en la década de 1830. Sin embargo, su funcionamiento dependía en gran medida del buen tiempo y de la luz diurna, e incluso entonces sólo podía acomodar unas dos palabras por minuto. El último semáforo comercial dejó de funcionar en Suecia en 1880. En 1895, Francia aún operaba estaciones de telégrafo semáforo comerciales costeras, para la comunicación barco-costera.

### Telégrafo eléctrico

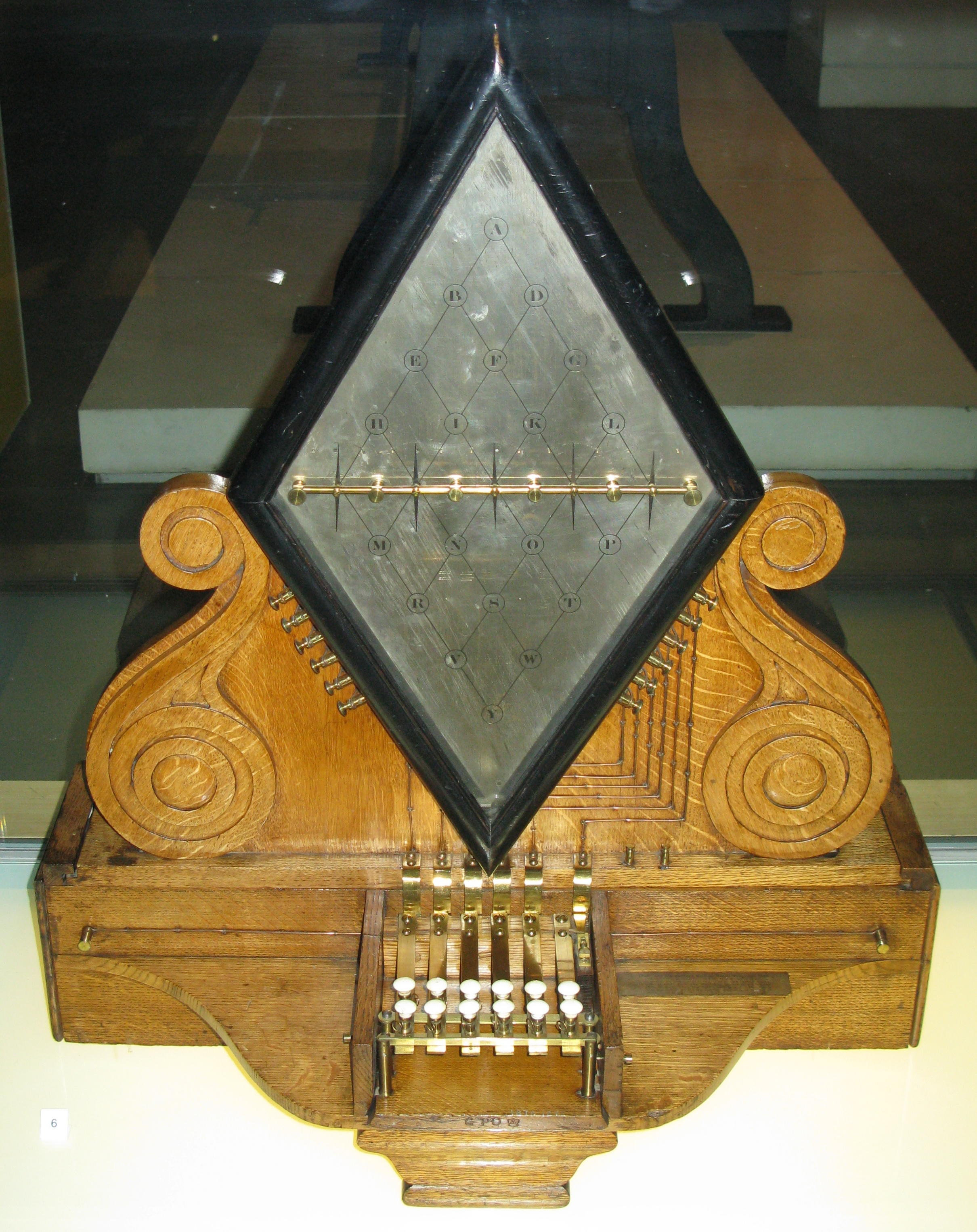
Telégrafo de Cooke y Wheatstone de cinco agujas y seis hilos (1837).

Las primeras ideas para un telégrafo eléctrico incluyeron en 1753 el uso de desviaciones electrostáticas de bolas de médula, propuestas de burbujas electroquímicas en ácido por Campillo en 1804 y von Sömmering en 1809. El primer sistema experimental a una distancia considerable fue obra de Ronalds en 1816 utilizando un generador electrostático. Ronalds ofreció su invento al Almirantazgo británico, pero fue rechazado por innecesario, el telégrafo óptico existente que conectaba el Almirantazgo en Londres con la base principal de su flota en Portsmouth considerándose adecuado para sus propósitos. Todavía en 1844, después de que entrara en uso el telégrafo eléctrico, se seguía utilizando el telégrafo óptico del Almirantazgo, aunque se aceptaba que el mal tiempo lo descartaba en muchos días del año. : 16, 37  Francia disponía de un extenso telégrafo óptico que databa de la época napoleónica y tardó aún más en adoptar los sistemas eléctricos. : 217–218 
Finalmente, los telégrafos electrostáticos fueron abandonados en favor de los sistemas electromagnéticos. Un primer sistema experimental (Schilling, 1832) dio lugar a una propuesta para establecer un telégrafo entre San Petersburgo y Kronstadt, pero nunca se completó. El primer telégrafo eléctrico operativo (Gauss y Weber, 1833) conectó el Observatorio de Göttingen con el Instituto de Física a aproximadamente 1 km de distancia durante las investigaciones experimentales del campo geomagnético.
El primer telégrafo comercial fue obra de Cooke y Wheatstone tras su patente inglesa del 10 de junio de 1837. Fue demostrado en el Ferrocarril de Londres y Birmingham en julio del mismo año. En julio de 1839, se instaló un sistema de cinco agujas y cinco hilos para proporcionar señalización a lo largo de una distancia récord de 21 km en un tramo del Great Western Railway entre la estación Paddington en Londres y West Drayton. Sin embargo, al intentar que las compañías ferroviarias adoptaran más ampliamente su telégrafo para la señalización ferroviaria, Cooke fue rechazado varias veces en favor de la señalización neumática a vapor, más conocida pero de menor alcance. Incluso cuando se adoptó su telégrafo, se consideró experimental y la compañía se echó atrás en un plan para financiar la ampliación de la línea telegráfica hasta Slough. Sin embargo, esto supuso un gran avance para el telégrafo eléctrico, ya que hasta ese momento la Great Western había insistido en el uso exclusivo y había denegado a Cooke el permiso para abrir oficinas telegráficas públicas. Cooke amplió la línea a sus expensas y aceptó que el ferrocarril pudiera utilizarla gratuitamente a cambio del derecho a abrirla al público.: 19–20 

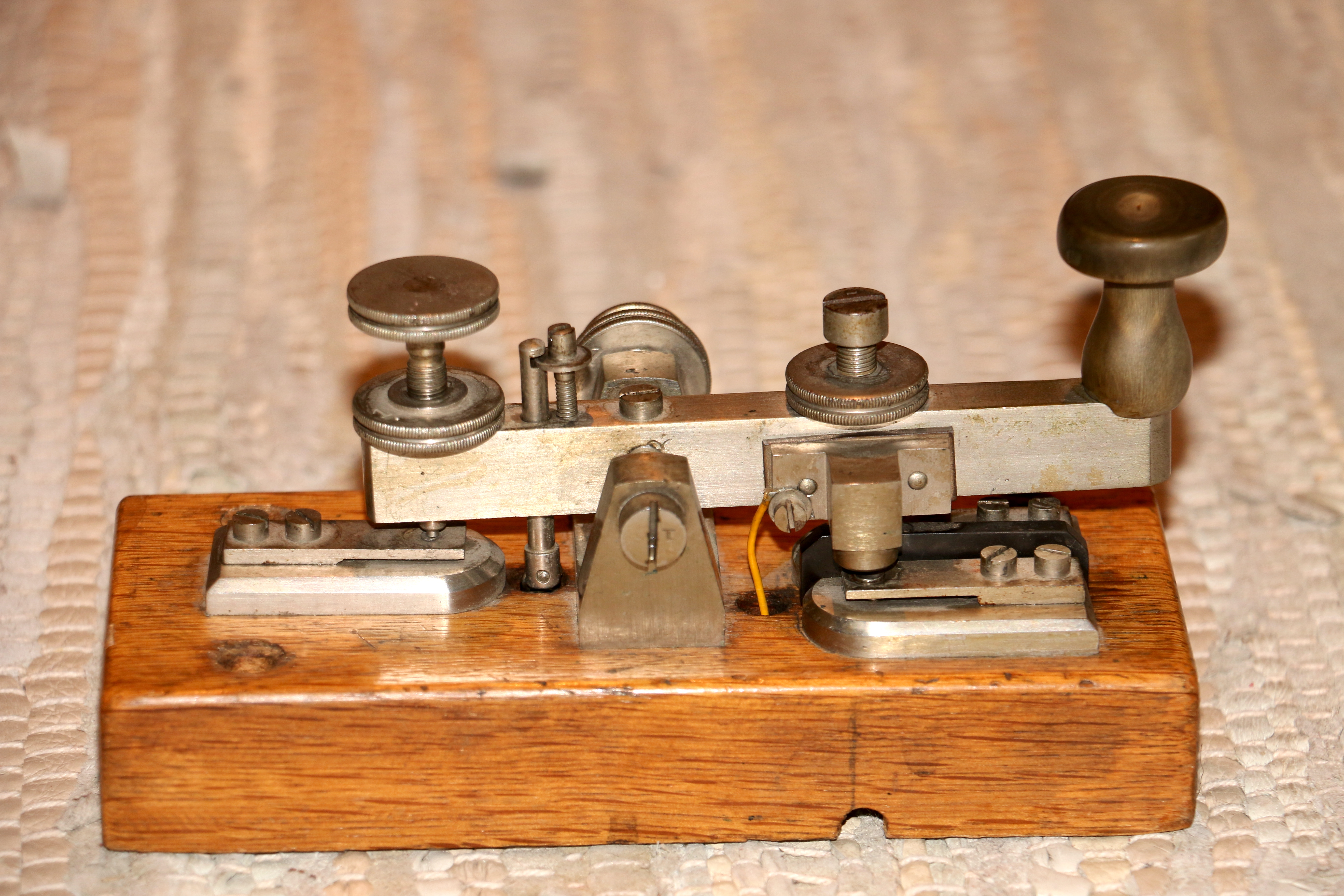
Un pulsador Morse (c. 1900).

La mayoría de los primeros sistemas eléctricos requerían múltiples hilos (el sistema de Ronalds fue una excepción), pero el sistema desarrollado en Estados Unidos por Morse y Vail era de un solo hilo. Este fue el sistema que utilizó por primera vez el que pronto se convertiría en el omnipresente código Morse. En 1844, el sistema Morse conectaba la Baltimore a Washington, y en 1861 la costa oeste del continente estaba conectada con la costa este. El telégrafo de Cooke y Wheatstone, en una serie de mejoras, también terminó con un sistema de un solo hilo, pero aún utilizando su propio código y visualización mediante aguja.
El telégrafo eléctrico se convirtió rápidamente en un medio de comunicación más general. El sistema Morse fue adoptado oficialmente como el estándar para la telegrafía europea continental en 1851 con un código revisado, que más tarde se convirtió en la base del Código Morse Internacional. Sin embargo, Gran Bretaña y el Imperio Británico siguieron utilizando el sistema de Cooke y Wheatstone, en algunos lugares hasta la década de 1930. Asimismo, Estados Unidos continuó utilizando internamente el código Morse americano, requiriendo operadores de traducción expertos en ambos códigos para los mensajes internacionales.

### Telegrafía ferroviaria

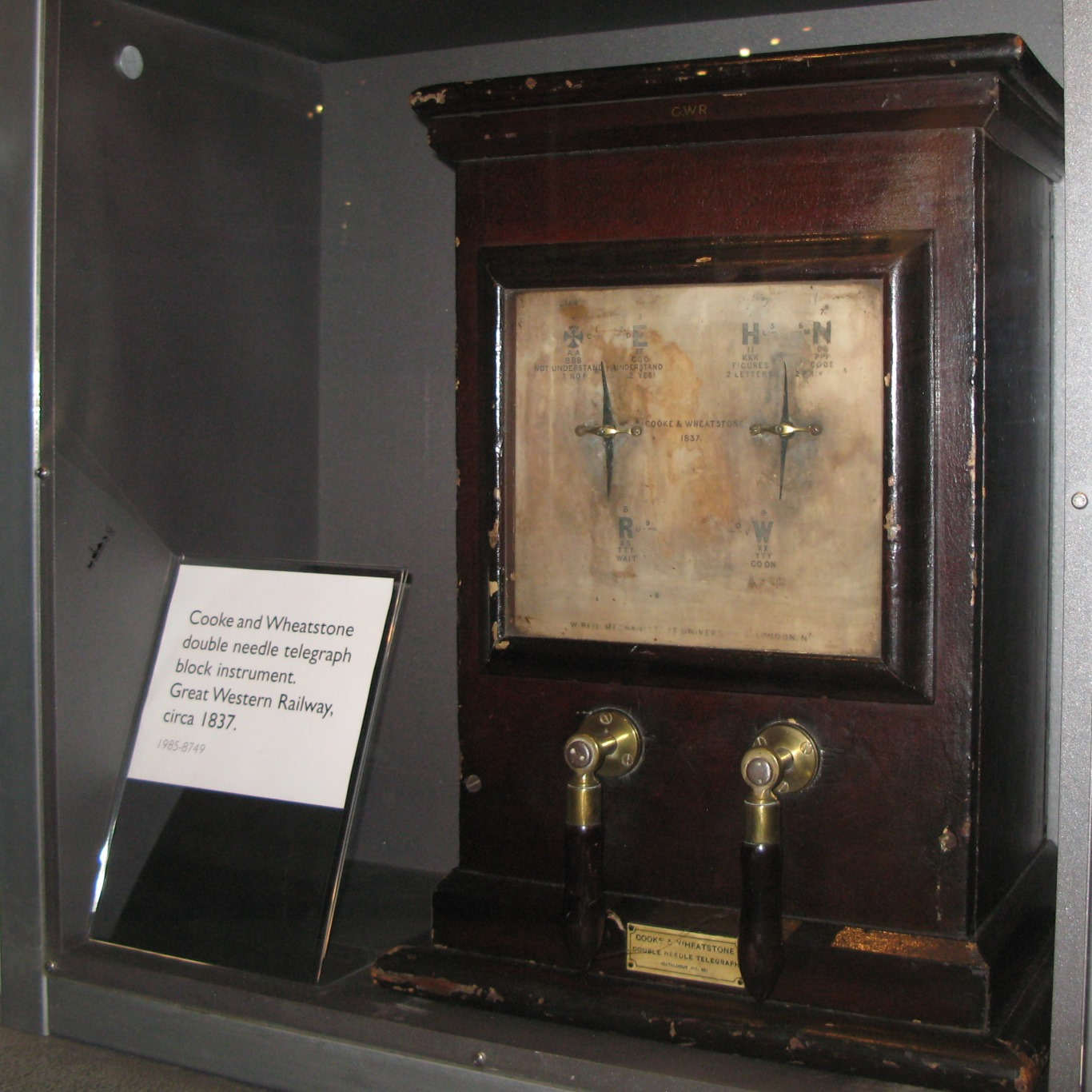
Un antiguo instrumento telegráfico ferroviario de doble aguja Cooke y Wheatstone en el Museo Nacional de los Ferrocarriles.

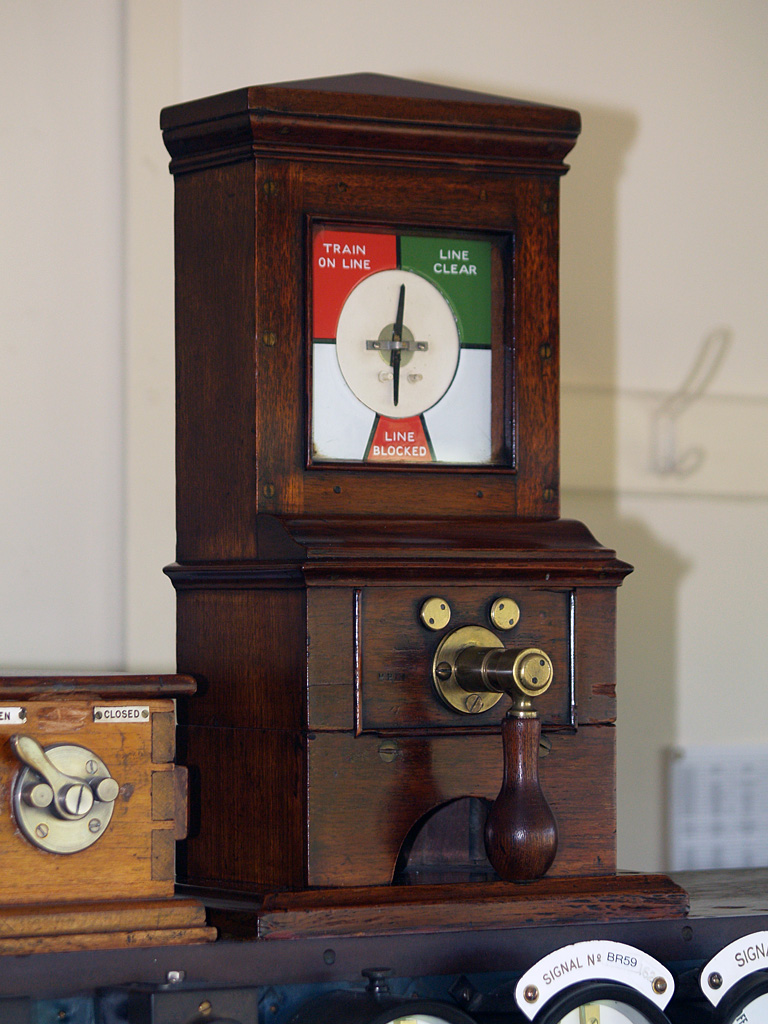
Un instrumento de señalización por bloques utilizado en Gran Bretaña en el.

La telegrafía de señales ferroviarias se desarrolló en Gran Bretaña a partir de la década de 1840. Se utilizaba para gestionar el tráfico ferroviario y evitar accidentes como parte del sistema de señalización ferroviaria. El 12 de junio de 1837, Cooke y Wheatstone obtuvieron la patente de un telégrafo eléctrico. Esto se demostró entre la estación de ferrocarril de Euston-donde se encontraba Wheatstone- y la casa de máquinas de Camden Town -donde estaba Cooke, junto con Robert Stephenson, el ingeniero jefe de la línea de ferrocarril Londres y Birmingham. Los mensajes eran para el funcionamiento del sistema de tracción por cuerda para subir los trenes por la orilla de 1 en 77. El primer telégrafo ferroviario permanente del mundo se completó en julio de 1839 entre London Paddington y West Drayton en el Great Western Railway con un telégrafo eléctrico que utilizaba un sistema de cuatro agujas.
El concepto de sistema de "bloques" de señalización fue propuesto por Cooke en 1842. La telegrafía de señalización ferroviaria no cambió en esencia del concepto inicial de Cooke durante más de un siglo. En este sistema, cada línea de ferrocarril se dividía en secciones o bloques de longitud variable. La entrada y salida del bloque debía ser autorizada por telégrafo eléctrico y señalizada por las señales de semáforo del lado de la línea, de modo que sólo un tren podía ocupar los raíles. En el sistema original de Cooke, se adaptó un telégrafo de una sola aguja para indicar sólo dos mensajes: "Línea despejada" y "Línea bloqueada". El señalero ajustaba sus señales del lado de la línea en consecuencia. Tal y como se implementó por primera vez en 1844, cada estación tenía tantas agujas como estaciones había en la línea, dando una imagen completa del tráfico. A medida que las líneas se ampliaron, se adoptó una secuencia de pares de instrumentos de una sola aguja, un par para cada bloque en cada dirección.

### Wigwag
Wigwag es una forma de señalización mediante bandera que utiliza una sola bandera. A diferencia de la mayoría de las formas de señalización con banderas, que se utilizan en distancias relativamente cortas, el wigwag está diseñado para maximizar la distancia cubierta hasta 20 mi (32,2 km) en algunos casos. El wigwag lo consigue utilizando una bandera grande -una sola bandera puede sostenerse con ambas manos, a diferencia del semáforo de banderas, que tiene una bandera en cada mano- y empleando movimientos en lugar de posiciones como símbolos, ya que los movimientos se ven más fácilmente. Fue inventado por el cirujano del ejército estadounidense Albert J. Myer en la década de 1850, quien más tarde se convirtió en el primer jefe del Cuerpo de Señales del Ejército de los Estados Unidos. Wigwag se utilizó ampliamente durante la guerra civil estadounidense, donde llenó el vacío dejado por el telégrafo eléctrico. Aunque el telégrafo eléctrico llevaba utilizándose más de una década, la red aún no llegaba a todas partes y no se disponía inmediatamente de equipos portátiles y resistentes adecuados para uso militar. Durante la guerra se establecieron estaciones permanentes o semipermanentes, algunas de ellas torres de enorme altura, y el sistema era lo suficientemente extenso como para ser descrito como una red de comunicaciones.

### Heliógrafo

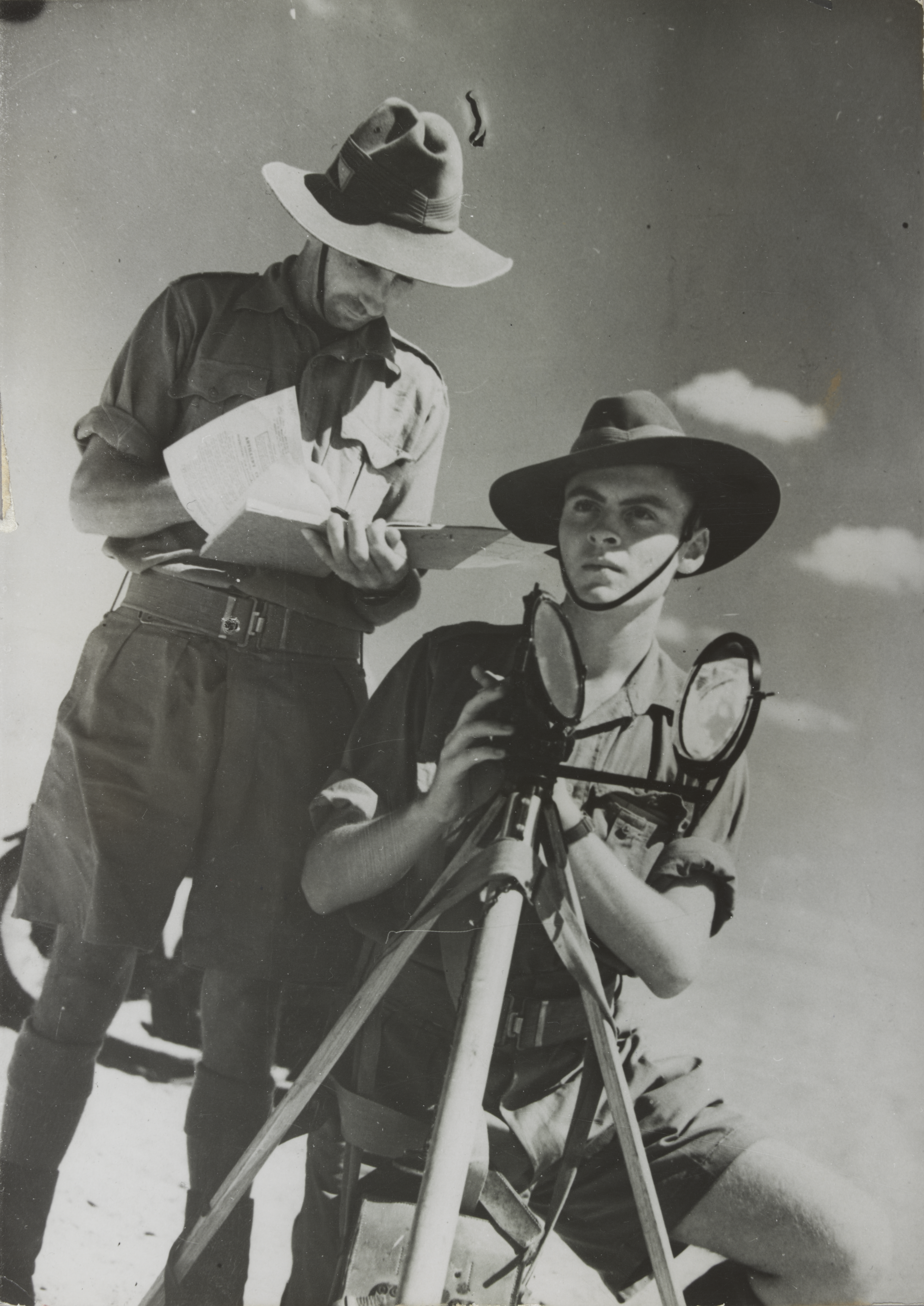
Tropas australianas usando un heliógrafo Mance mk.V en el Desierto Occidental en Egipto en noviembre de 1940.

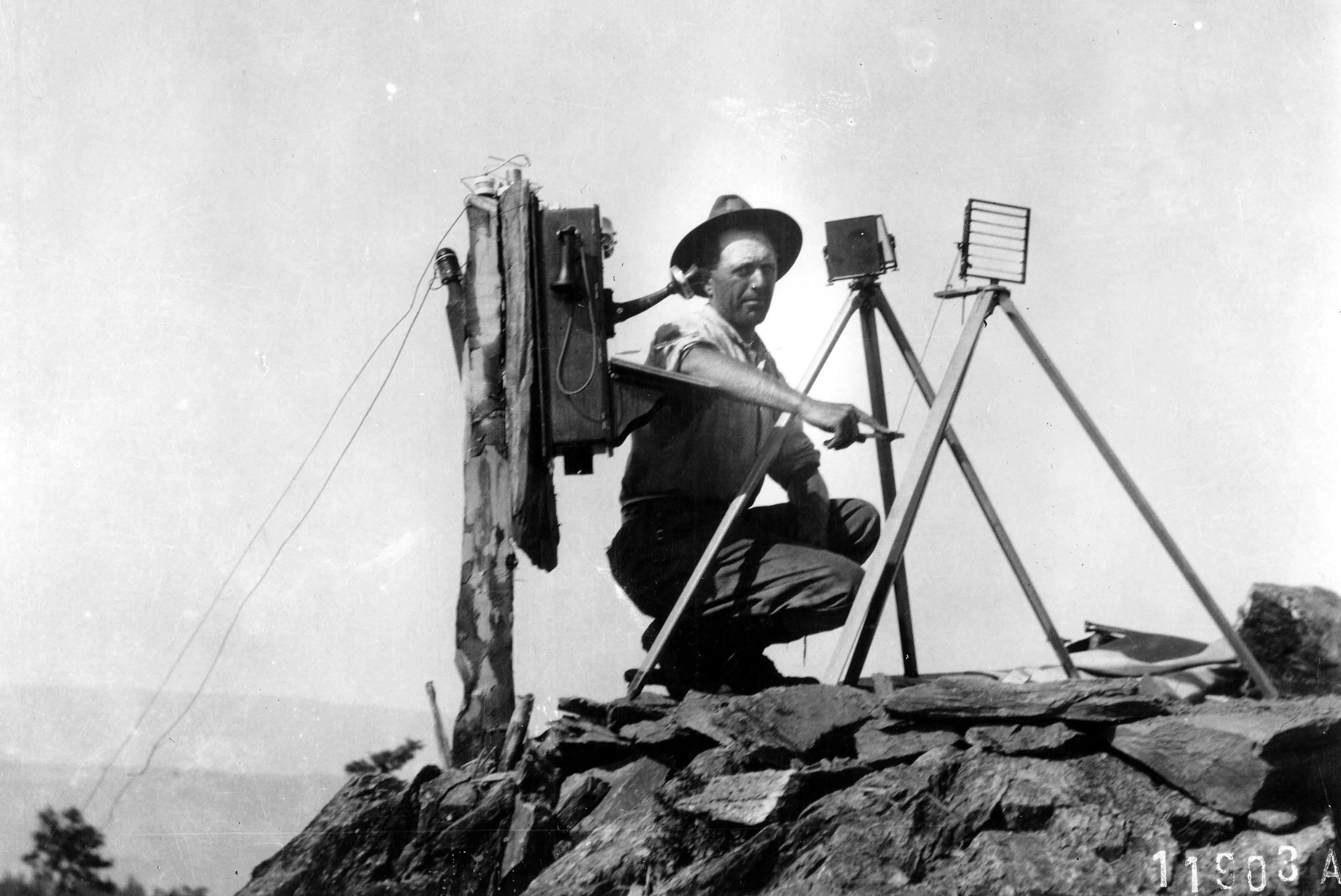
Vigía del Servicio Forestal de Estados Unidos utilizando un heliógrafo tipo Colomb shutter en 1912 al final de una línea telefónica.

Un heliógrafo es un telégrafo que transmite mensajes mediante el destello de la luz solar con un espejo, normalmente utilizando el código Morse. La idea de un telégrafo de este tipo se propuso por primera vez como modificación de un equipo topográfico (Gauss, 1821). En los años siguientes se utilizaron varios espejos para la comunicación, sobre todo con fines militares, pero el primer dispositivo que se generalizó fue un heliógrafo con un espejo móvil (Mance, 1869). El sistema fue utilizado por los franceses durante el 1870-71 sitio de París, con señalización nocturna utilizando lámparas de queroseno como fuente de luz. Una versión mejorada (Begbie, 1870) fue utilizada por los militares británicos en muchas guerras coloniales, incluida la guerra anglo-zulú (1879). En algún momento, se añadió al aparato una clave morse para dar al operador el mismo grado de control que en el telégrafo eléctrico.
Otro tipo de heliógrafo era el heliostato o heliotropo provisto de un obturador Colomb. El helióstato era esencialmente un instrumento topográfico con un espejo fijo, por lo que no podía transmitir un código por sí mismo. El término helióstato se utiliza a veces como sinónimo de heliógrafo debido a este origen. El obturador Colomb (Francis Bolton y Philip Howard Colomb, 1862) se inventó originalmente para permitir la transmisión del código morse por lámpara de señales entre barcos de la Royal Navy en el mar.
El heliógrafo fue muy utilizado por Nelson A. Miles en Arizona y Nuevo México tras asumir el mando (1886) de la lucha contra Gerónimo y otras bandas apaches en las Guerras Apaches. Miles había establecido previamente la primera línea de heliógrafos de Estados Unidos entre el Fuerte Keogh y el Fuerte Custer en Montana. Utilizó el heliógrafo para rellenar vastas zonas poco pobladas que no cubría el telégrafo eléctrico. Veintiséis estaciones cubrían un área 320 km por 480 km. En una prueba del sistema, se retransmitió un mensaje 400 mi (643,7 km) en cuatro horas. Los enemigos de Miles utilizaban señales de humo y destellos de luz solar de metal, pero carecían de un sofisticado código telegráfico. El heliógrafo era ideal para su uso en el suroeste americano debido a su aire despejado y al terreno montañoso en el que se podían ubicar las estaciones. Se consideró necesario alargar el guion morse (que es mucho más corto en el código morse americano que en el moderno código morse internacional) para ayudar a diferenciarlo del punto morse.
El uso del heliógrafo disminuyó a partir de 1915, pero siguió en servicio en Gran Bretaña y en los países de la Commonwealth británica durante algún tiempo. Las fuerzas australianas utilizaron el heliógrafo hasta 1942 en la Campaña del Desierto Occidental de la Segunda Guerra Mundial. Algún tipo de heliógrafo fue utilizado por los muyahidines en la guerra soviético-afgana (1979-1989).

### Teleimpresora

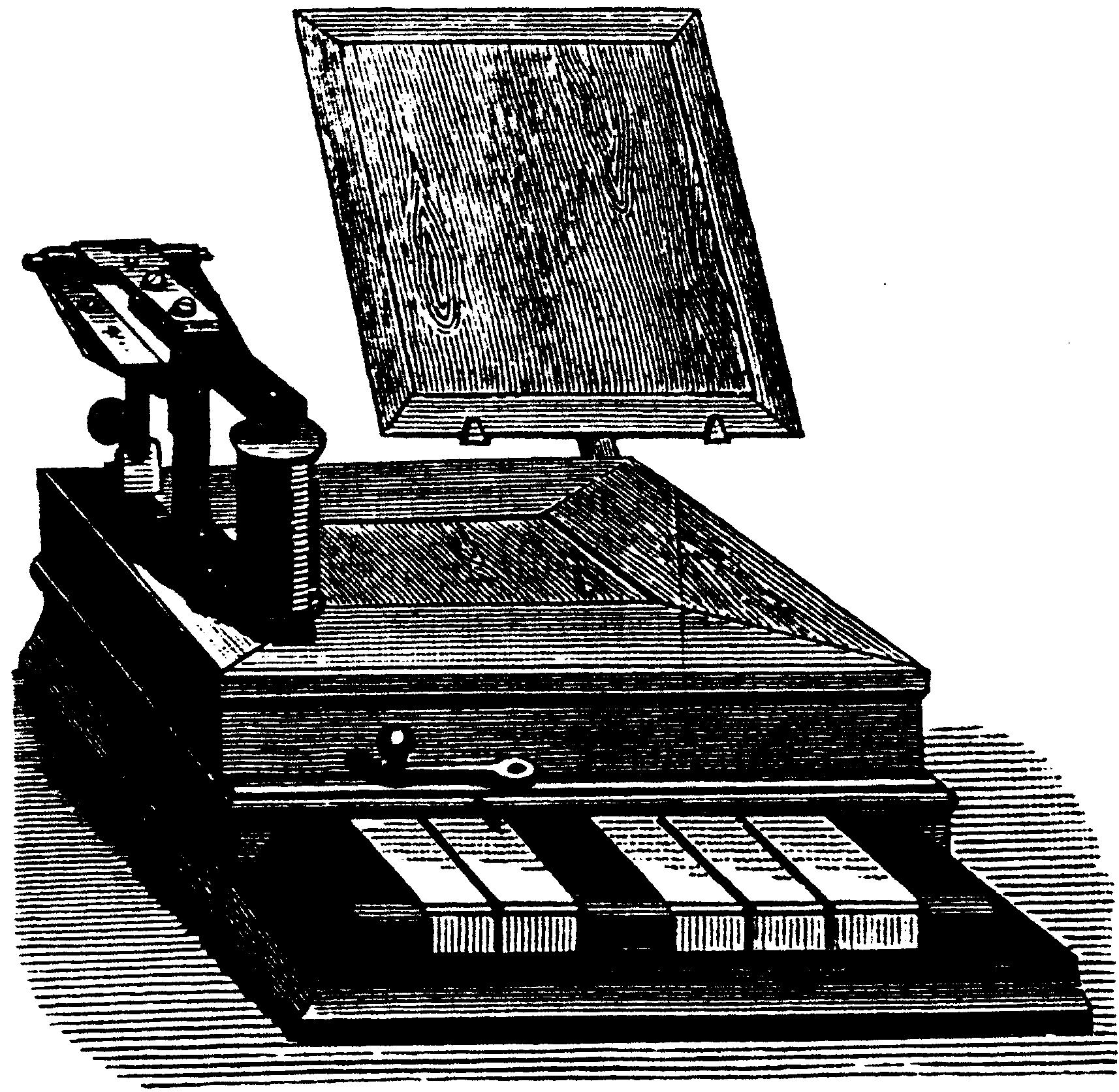
Un teclado Baudot, 1884

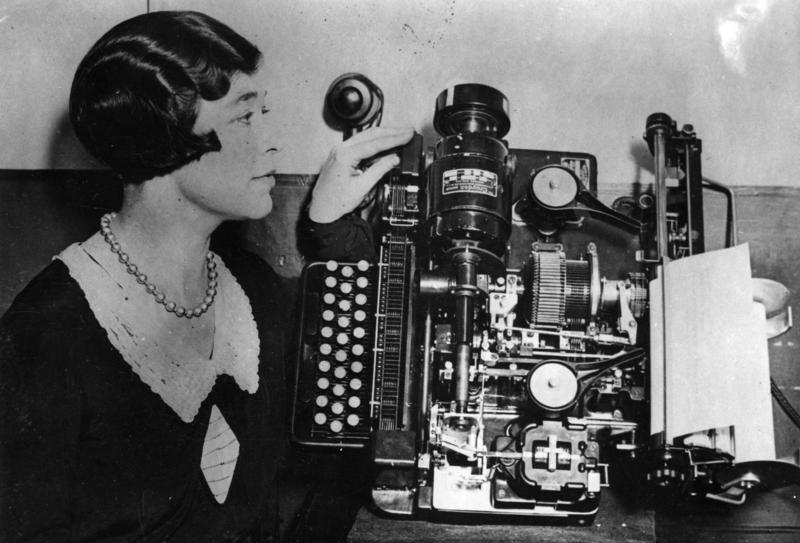
Una teleimpresora Creed Modelo 7, 1931

Una teleimpresora es una máquina telegráfica que puede enviar mensajes desde un teclado similar al de una máquina de escribir e imprimir los mensajes entrantes en texto legible sin necesidad de que los operadores estén formados en el código telegráfico utilizado en la línea.